# 广义第二竞价
广义第二价格拍卖（GSP）是一种非真实拍卖机制为多个项目。每个投标人都会出价。最高出价者获得第一个位置，第二高位，第二个位置，依此类推，但最高出价者支付第二高出价者的出价，第二高出价者以第三高出价支付出价，以及等等。最初被认为是Vickrey拍卖的自然延伸，它保留了Vickrey拍卖的一些理想特性。它主要用于关键字拍卖，其中赞助搜索时段以拍卖方式出售。GSP的第一次分析在Edelman，Ostrovsky和Schwarz [1]以及Varian的经济学文献中。[2] Google采用了 AdWords技术。